# Anders Aukland
Anders Aukland (Tønsberg, 12 september 1972) is een Noors langlaufer.

## Carrière
Aukland behaalde tijdens de Olympische Winterspelen 2002 individueel top tien plaatsen en op de estafette won Aukland met de Noorse ploeg de gouden medaille. Tijdens de wereldkampioenschappen van 2003 won Aukland de zilveren medaille op de 30 kilometer en de wereldtitel op de estafette.

## Resultaten

### Olympische Winterspelen
| Jaar | Plaats         | Resultaten                                                                   |
| ---- | -------------- | ---------------------------------------------------------------------------- |
| 2002 | Salt Lake City | 4e 15 km klassiek · 7e 50 km klassiek · 7e achtervolging · 4x10 km estafette |
| 2006 | Turijn         | 20e 15 km klassiek 28e achtervolging                                         |

### Wereldkampioenschappen langlaufen
| Jaar | Plaats        | Resultaten                          |
| ---- | ------------- | ----------------------------------- |
| 2001 | Lahti         | 7e 15 km klassiek 9e 30 km klassiek |
| 2003 | Val di Fiemme | 30 km klassiek · 4x10 km estafette  |
| 2005 | Oberstdorf    | 50 km klassiek                      |
| 2007 | Sapporo       | 16e 50 km klassiek                  |

### Marathons
Worldloppet Cup zeges
| Nr. | Datum            | Plaats                     | Marathon           | Onderdeel                          |
| --- | ---------------- | -------------------------- | ------------------ | ---------------------------------- |
| 1.  | 7 maart 2004     | Sälen–Mora                 | Wasaloop           | 90 km klassieke stijl (massastart) |
| 2.  | 18 maart 2006    | Rena-Lillehammer           | Birkebeinerrennet  | 54 km klassieke stijl (massastart) |
| 3.  | 13 januari 2008  | Bedřichov                  | Jizerská padesátka | 50 km klassieke stijl (massastart) |
| 4.  | 28 januari 2008  | Val di Fiemme/Val di Fassa | Marcialonga        | 70 km klassieke stijl (massastart) |
| 5.  | 15 februari 2009 | Otepää                     | Tartu Maraton      | 63 km klassieke stijl (massastart) |
| 6.  | 21 februari 2010 | Otepää                     | Tartu Maraton      | 63 km klassieke stijl (massastart) |
| 7.  | 20 maart 2010    | Rena-Lillehammer           | Birkebeinerrennet  | 54 km klassieke stijl (massastart) |
| 8.  | 9 januari 2011   | Bedřichov                  | Jizerská padesátka | 50 km klassieke stijl (massastart) |
| 9.  | 17 maart 2012    | Rena-Lillehammer           | Birkebeinerrennet  | 54 km klassieke stijl (massastart) |
| 10. | 13 januari 2013  | Bedřichov                  | Jizerská padesátka | 50 km klassieke stijl (massastart) |

1. 1 2 3  Maakte eveneens deel uit van de Ski Classics.

Ski Classics zeges
| Nr. | Datum            | Plaats           | Marathon           | Onderdeel                          |
| --- | ---------------- | ---------------- | ------------------ | ---------------------------------- |
| 1.  | 9 januari 2011   | Bedřichov        | Jizerská padesátka | 50 km klassieke stijl (massastart) |
| 2.  | 2 april 2011     | Norefjell        | Norefjellsrennet   | 66 km klassieke stijl (massastart) |
| 3.  | 17 maart 2012    | Rena-Lillehammer | Birkebeinerrennet  | 54 km klassieke stijl (massastart) |
| 4.  | 31 maart 2012    | Vålådalen        | Ski Classics Final | 53 km klassieke stijl (massastart) |
| 5.  | 13 januari 2013  | Bedřichov        | Jizerská padesátka | 50 km klassieke stijl (massastart) |
| 6.  | 16 maart 2013    | Rena-Lillehammer | Birkebeinerrennet  | 56 km klassieke stijl (massastart) |
| 7.  | 23 maart 2013    | Vålådalen-Åre    | Årefjällsloppet    | 75 km klassieke stijl (massastart) |
| 8.  | 14 december 2014 | Livigno          | La Sgambeda        | 35 km klassieke stijl (massastart) |
| 9.  | 25 maart 2017    | Vålådalen-Åre    | Årefjällsloppet    | 55 km klassieke stijl (massastart) |

1. 1 2 3  Maakte eveneens deel uit van de Marathon resp. Worldloppet Cup.

Overige marathonzeges
| Nr. | Datum | Plaats       | Marathon            | Onderdeel                          |
| --- | ----- | ------------ | ------------------- | ---------------------------------- |
| 1.  | 1993  | Falls Creek  | Kangaroo Hoppet     | 42 km vrije stijl (massastart)     |
| 2.  | 2008  | Rybinsk      | Demino Ski Marathon | 50 km vrije stijl (massastart)     |
| 3.  | 2010  | Oberammergau | König-Ludwig-Lauf   | 50 km klassieke stijl (massastart) |